# Addrup
Addrup est un village de l'arrondissement de Cloppenburg, en Basse-Saxe, en Allemagne.

## Géographie
Addrup est limitrophe des villages de Gut Lage, Uptloh, Bevern, Calhorn et Stadtsholte dans la commune d'Essen (Oldenburg). À l'est, Addrup borde Lüsche, dans la commune de Bakum, dans l'arrondissement de Vechta. Située à la frontière des arrondissements de Cloppenburg et de Vechta, Addrup se trouve au centre du Münsterland oldenbourgeois.

## Histoire
La première preuve écrite de l'existence d'Addrup date de 950, le village étant initialement nommé Adathorpe. En 1340, le nom est devenu Addorpe, et en 1376, il a été appelé Adorpe,.
Au Moyen Âge, le comte de Tecklenbourg a établi une Sainte-Vehme à Addrup. Le village a ensuite fait partie de la principauté épiscopale de Münster, du duché d'Oldenbourg, du département de l'Ems-Supérieur, puis du grand-duché d'Oldenbourg, de l'État libre d'Oldenbourg et du Gau Weser-Ems (en). Depuis 1946, Addrup fait partie du Land allemand de Basse-Saxe.
En 1987, les habitants d'Addrup ont construit la Göpelplatz, une place de village avec un pavillon et un terrain de jeu pour les enfants,,.

## Personnalités
- Caspar Henry Borgess (1824-1890), évêque de Détroit
- Clemens große Macke (de) (né en 1959), ancien membre du Landtag de Basse-Saxe